# Taufbecken (Pleumeleuc)

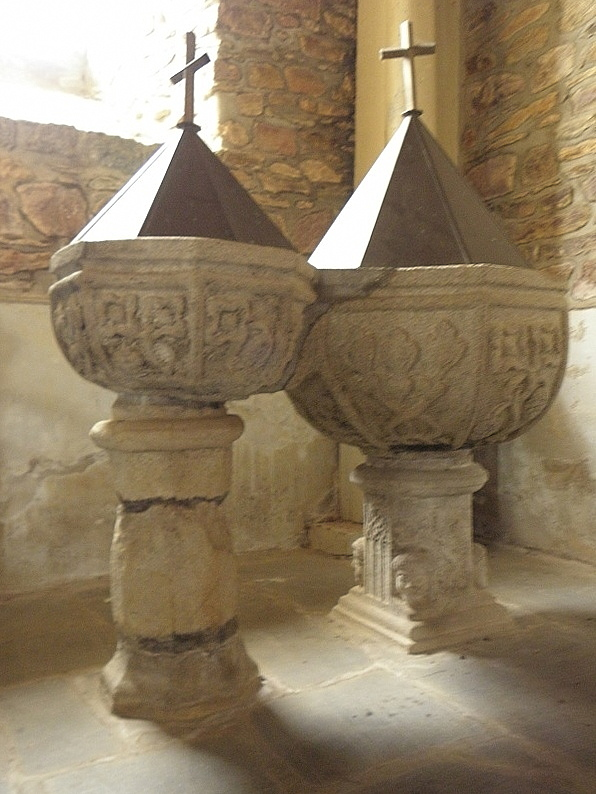
Taufbecken in Pleumeleuc

Das Taufbecken in der katholischen Kirche St-Pierre in Pleumeleuc, einer französischen Gemeinde im Département Ille-et-Vilaine in der Region Bretagne, wurde im 15. Jahrhundert geschaffen. 
Im Jahr 1906 wurde das gotische Taufbecken als Monument historique in die Liste der geschützten Objekte (Base Palissy) in Frankreich aufgenommen.
Das Taufbecken aus Granit besitzt zwei achteckige Becken, die aus einem Steinblock geschaffen wurden. Außen sind sie mit Reliefs von Eichen- und Weinblättern geschmückt. Auf dem größeren sind am Sockel vier Köpfe dargestellt. Die Abdeckungen stammen aus späterer Zeit. 
Ein Becken diente zur Aufbewahrung des Taufwassers, das andere wurde für die Taufe genutzt.